# Cattedrale di Nostra Signora dell'Assunzione (Saint-Pierre)
La cattedrale di Nostra Signora dell'Assunzione (in francese: Co-cathédrale Notre Dame de l'Assomption) è la chiesa concattedrale dell'arcidiocesi di Fort-de-France, si trova a Saint-Pierre, nell'isola di Martinica.

## Storia
La prima chiesa venne edificata nel 1654, era una cappella privata ed era situata nel quartiere di Mouillage. La cappella e il campanile furono distrutti in seguita ad un bombardamento inglese del porto di Saint-Pierre nel 1667. Nel 1675 venne proposta la ricostruzione della chiesa.
Quando il 18  dicembre  1850 venne costituita la diocesi di Martinica con bolla papale, la sede vescovile era stata posta a Fort-de-France. Ma la città non era stata ancora ricostruita dopo il terremoto del 1839 e non poteva offrire una residenza vescovile, mentre la cattedrale era ancora in costruzione. Saint-Pierre venne quindi scelta come sede per il vescovo conformemente alla bolla papale del 12 maggio del 1853. Nel 1851 il governo decise di espandere la chiesa di Notre-Dame-du-Bon-Port, troppo piccola per adempiere al ruolo di prima cattedrale di Martinica. Nel settembre del 1855 fu approvato il progetto ed i lavori si protrassero fino a dicembre 1856. La cattedrale di Notre-Dame-du-Bon-Port venne inaugurata nel 1859. Un nuovo restauro della facciata principale venne intrapreso nel 1861 e la facciata neoclassica lasciò il posto a una facciata di stile barocco. Il lavoro si concluse con la costruzione delle due torri della facciata e il campanile nel 1885.
La cattedrale venne in gran parte distrutta giovedì 8  maggio del 1902 durante l'eruzione del monte Pelée, che devastò completamente Saint-Pierre. Dopo la distruzione completa della città di Saint-Pierre, la sede vescovile venne spostata presso la cattedrale di St. Louis a Fort-de-France, dove è ancora oggi. La vecchia cattedrale venne abbandonata e  presto divenne oggetto di saccheggi.
Nel 1923 Saint-Pierre riacquistò lo status di comune e vennero intraprese grandi opere pubbliche, tra le quali la ricostruzione della chiesa, iniziata nel 1923 e conclusa nel 1929. Il nuovo edificio venne realizzato utilizzando le pietre del vecchio con l'aggiunta di rocce vulcaniche e mattoni. La concattedrale venne intitolata a Nostra Signora dell'Assunzione e ricevette nuove campane nel 1925.

## Galleria d'immagini

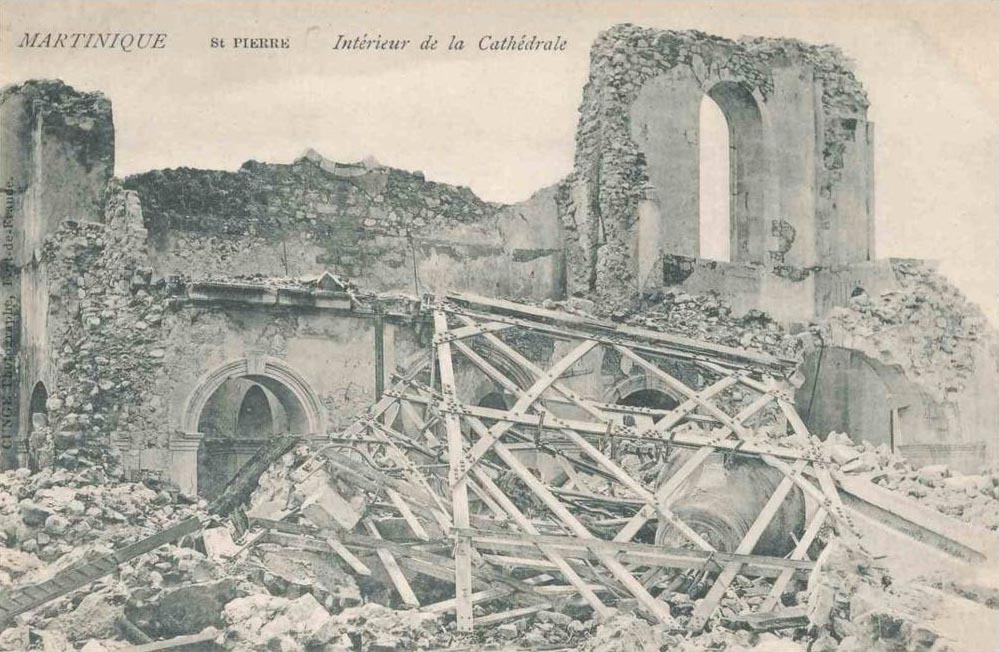
Rovine della cattedrale dopo l'eruzione del 1902
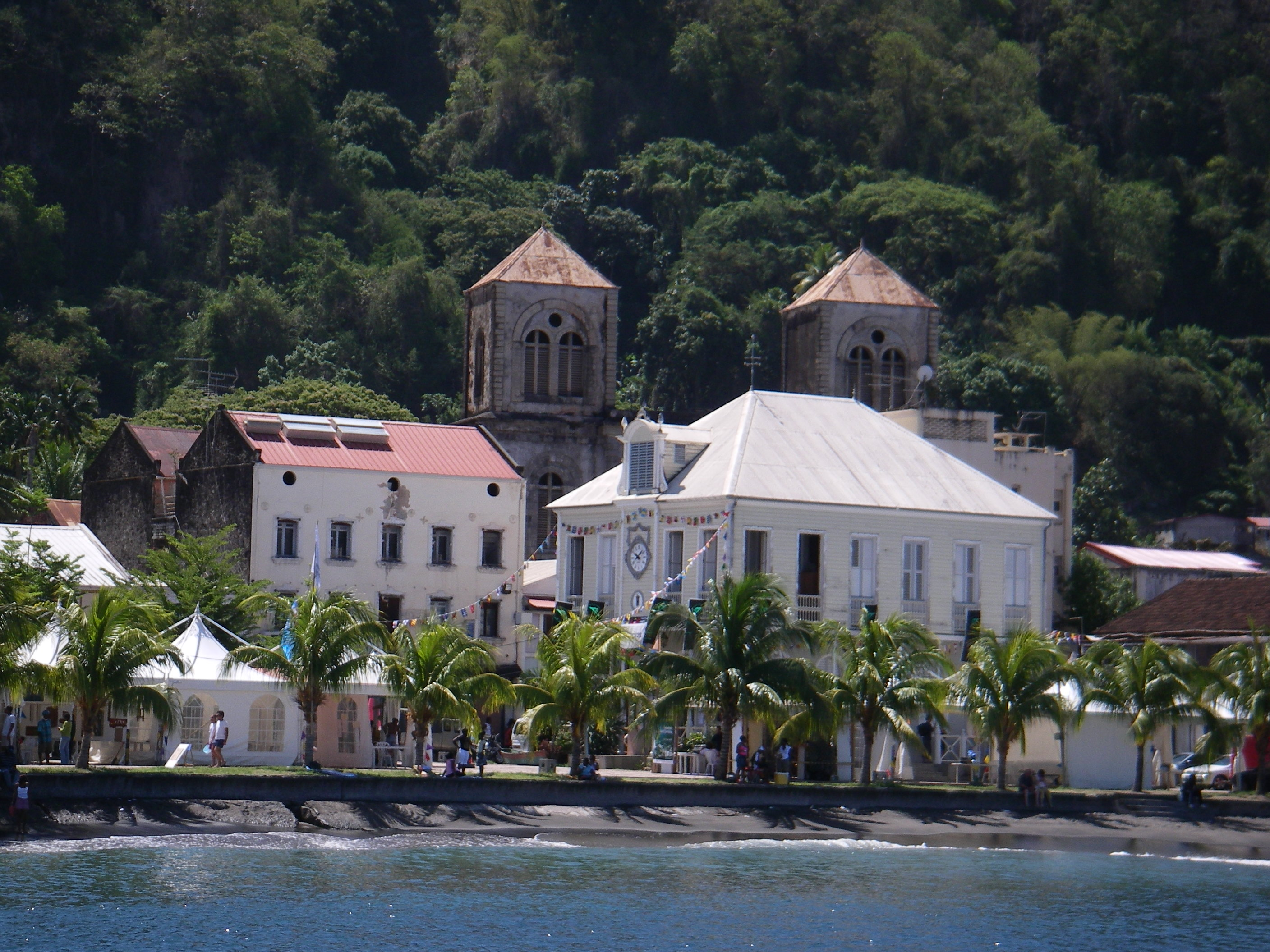
Le torri della cattedrale
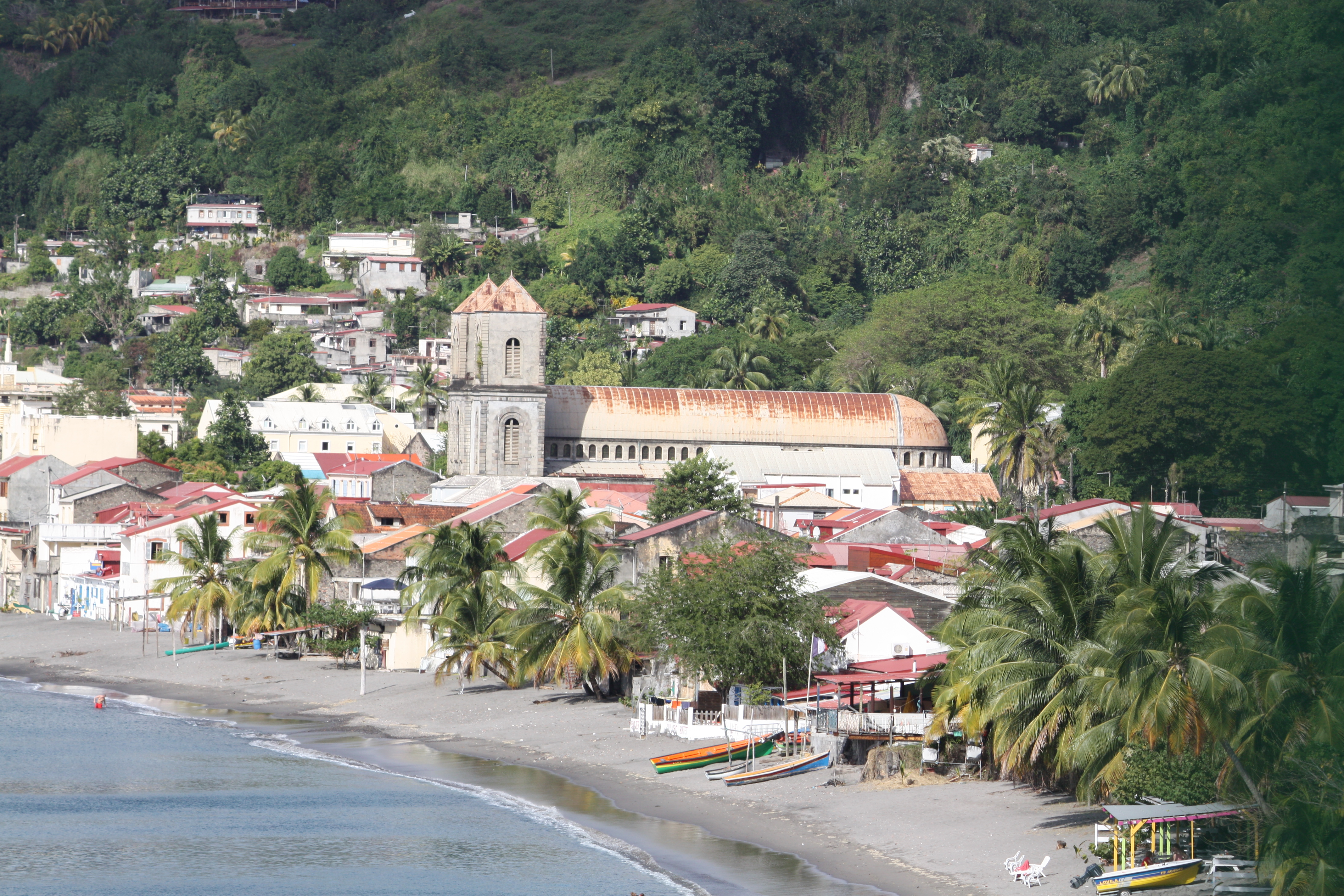
Vista sulla cattedrale
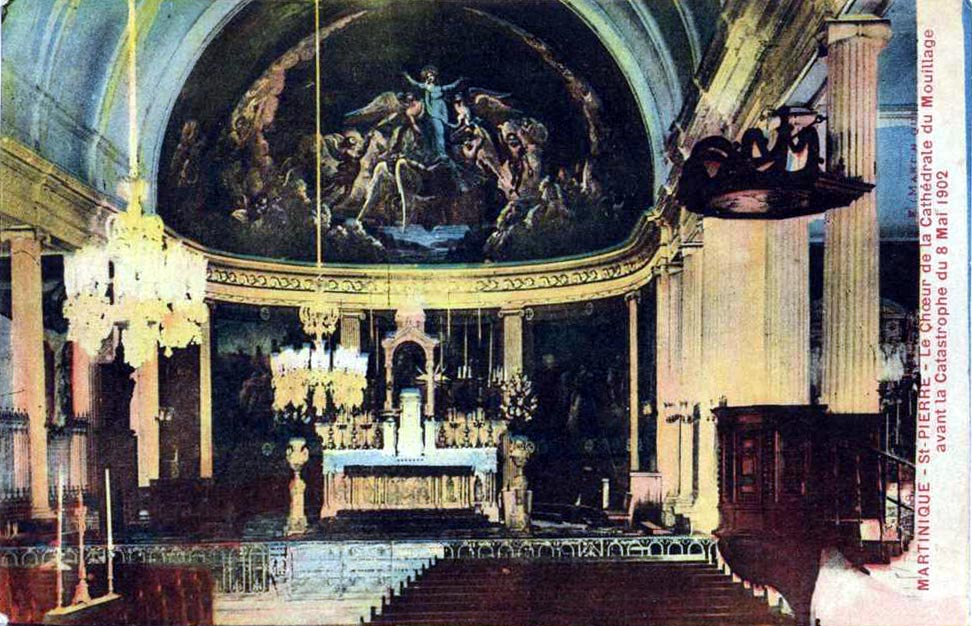
Interni